# Hornskärvfrö
Hornskärvfrö (Thlaspi ceratocarpon) är en korsblommig växtart som först beskrevs av Pall., och fick sitt nu gällande namn av Johan Andreas Murray. Hornskärvfrö ingår i släktet skärvfrön, och familjen korsblommiga växter. Arten förekommer tillfälligt i Sverige, men reproducerar sig inte.